# The Fairfax at Embassy Row
El Fairfax at Embassy Row fue un histórico hotel de lujo ubicado en 2100 Massachusetts Avenue NW en Washington D. C., en los Estados Unidos. Abrió en 1927 y cerró definitivamente en 2021. El Fairfax está designado como una propiedad que contribuye al distrito histórico de Dupont Circle y al distrito histórico de Massachusetts Avenue.

## Historia
Abrió sus puertas en 1927 y fue diseñado por el arquitecto B. Stanley Simmons. El coronel H. Grady Gore y su esposa compraron en 1932. Operó como una combinación de hotel transitorio/residencial y fue la vivienda de numerosas figuras gubernamentales. Entre sus residentes más famosos se cuentan la Sra. Henry Cabot Lodge, Almirante y Sra. Chester William Nimitz y el senador John L. McClellan. El futuro presidente George HW Bush y sus padres, el senador y la Sra. Prescott Bush, vivieron aquí cuando estaba en Washington. La familia del futuro vicepresidente Al Gore vivió en la suite de tres habitaciones en el último piso del hotel durante un total de veinte años durante su juventud. El padre de Gore, Albert Gore, Sr., era senador de Tennessee y también era primo del propietario. Fairfax también era una residencia popular de familias en el Servicio Exterior, ya que era el único establecimiento con cocinas que caía dentro de la asignación limitada de vivienda temporal proporcionada por el Departamento de Estado. El hotel acogió el primer desayuno inaugural del presidente Dwight Eisenhower en enero de 1953.
Grady Gore y su esposa Jamie vendieron a John B. Coleman en 1977 por $5 millones. Coleman pronto invirtió $ 10 millones en una renovación y luego renombró The Fairfax The Ritz-Carlton Washington, DC en 1982, después de haber obtenido la licencia del nombre de Gerald Blakely, propietario del Ritz-Carlton en Boston, por una tarifa de 1.5 por ciento de los ingresos brutos anuales del hotel de Washington. Cuando se creó la moderna Ritz-Carlton Hotel Company a mediados de la década de 1980, asumieron la gestión del hotel. El hotel estuvo en quiebra desde 1986 hasta 1988. Al Anwa USA, controlada por el jeque de Arabia Saudita Abdul Aziz bin Ibrahim al-Ibrahim, compró el hotel en 1989 y lo renovó nuevamente a un costo de $15 millones. Ritz-Carlton y Al Anwa finalmente discutieron sobre cuánto debería pagarse a la empresa administradora por administrarlo en lo que resultó ser una amarga disputa legal que comenzó en 1995 y duró dos años.
El 2 de agosto de 1997, Ritz-Carlton rescindió su contrato de gestión con Al Anwa, propietario de la propiedad y de otros tres hoteles Ritz-Carlton en Aspen, Houston y Nueva York. Los cuatro hoteles de Al Anwa abandonaron el nombre de Ritz-Carlton el 14 de agosto de 1997, e ITT Sheraton Luxury Collection comenzó a administrarlos. Entonces, todos los hoteles comenzaron a operar, de manera confusa, sin nombres, cada uno se conocía simplemente como ITT Sheraton Luxury Collection Hotel. ITT Sheraton se vendió a Starwood en octubre de 1997 y Starwood compró los cuatro hoteles sin nombre de Al Anwa en enero de 1998. Starwood anunció ese mismo mes que cambiaría el nombre del hotel de Washington a The St. Regis. Sin embargo eso nunca sucedió. (El nombre St. Regis eventualmente se le daría a otra propiedad cercana de Starwood, The Carlton Hotel, en 1999.) Mientras tanto, el hotel continuó operando sin nombre hasta que finalmente pasó a llamarse The Westin Fairfax el 14 de octubre de 1998. Luego, el hotel cambió de nombre nuevamente en abril de 2002, convirtiéndose en The Westin Embassy Row, porque a Starwood le preocupaba que el nombre Fairfax hiciera que los viajeros pensaran que el hotel no estaba en Washington, sino en los suburbios cercanos del condado de Fairfax, Virginia.
En enero de 2006 Pyramid Advisors LLC compró The Westin Embassy Row junto con otros dos hoteles Starwood en San Diego y Framingham, Massachusetts, por un total de 146 millones. Pyramid cerró el hotel en 2007 y gastó 27,1 millones de dólares en la renovación de la propiedad. El hotel reabrió sus puertas en noviembre de 2008 como The Fairfax at Embassy Row, como parte de la división The Luxury Collection de Starwood. El hotel fue adquirido por Westbrook Partners en una subasta de ejecución hipotecaria en abril de 2011. Fairfax abandonó su afiliación con Starwood el 5 de noviembre de 2015 a favor de una asociación con Preferred Hotels & Resorts.
El hotel cerró permanentemente el 7 de septiembre de 2021, luego de que Westbrook Partners vendiera la propiedad a Maplewood Senior Living y Omega Healthcare Investors Inc. por $ 58,1 millones. Los nuevos propietarios tienen la intención de convertir la estructura en una casa de retiro de 174 unidades llamada Inspir Embassy Row.

## The Jockey Club
El restaurante Jockey Club abrió en Fairfax en 1961. Fue creado por Louise Gore, hija del propietario, Grady Gore, y se inspiró en los restaurantes continentales que conoció después de vivir en París trabajando para la UNESCO. Llamó al restaurante por un club privado en Londres y un restaurante en Madrid que tenían el mismo nombre. Al cabo de un año, la revista Holiday había llamado al Jockey Club Washington el primer restaurante elegante. El restaurante siguió siendo uno de los abrevaderos más famosos de la ciudad para los ricos y políticamente poderosos durante décadas. El restaurante era popular entre los miembros de la familia Kennedy, Nancy Reagan, Vernon Jordan y celebridades como Marlon Brando, Frank Sinatra y Warren Beatty. El Jockey Club cerró en 2001 y fue reemplazado por un restaurante llamado Cabo.
Fue revivido en su espacio original en 2008, después de una ausencia de siete años. Sin embargo, no resultó financieramente exitoso y cerró nuevamente en 2011. Fue reemplazado por un restaurante llamado 2100 Prime, que también cerró pronto. El espacio sirvió como sala de desayunos llamada The Capitol Room hasta el cierre permanente del hotel en 2021. Sheraton Luxury Collection Hotel

## Huéspedes famosos
Incluyen a Jackie Kennedy, el presidente Jimmy Carter, Margaret Thatcher, el presidente Bill Clinton, Vernon Jordan, Lady Victoria Rothschild, Betsy Bloomingdale, Estée Lauder, William F. Buckley, Frank Sinatra, Liza Minnelli, Jack Nicholson, Steve Martin, Julie Andrews, Lynn Redgrave, Samuel L. Jackson y Angela Bassett.

## Clasificación
La AAA le dio cuatro diamantes de cinco en 2009, calificación que mantuvo y volvió a recibir en 2016. Forbes Travel Guide (anteriormente conocida como Mobil Guide) se negó a otorgarle cinco o cuatro estrellas en 2016 y, en cambio, lo calificó de "recomendado".